# Finderup Sogn (Kalundborg Kommune)
 For alternative betydninger, se Finderup Sogn. (Se også artikler, som begynder med Finderup Sogn)
Finderup Sogn er et sogn  i Kalundborg Provsti (Roskilde Stift).
I 1800-tallet var Finderup Sogn et selvstændigt pastorat. Det hørte til Løve Herred i Holbæk Amt. Finderup sognekommune indgik i 1966 - 4 år før kommunalreformen i 1970 - i Høng Kommune, der ved strukturreformen i 2007 indgik i Kalundborg Kommune.
I Finderup Sogn findes Finderup Kirke.
I sognet findes følgende autoriserede stednavne:
- Finderup (bebyggelse)
- Finderup By (bebyggelse, ejerlav)
- Flaskehuse (bebyggelse)
- Hedegårde (bebyggelse)
- Herslev (bebyggelse)
- Herslev By (bebyggelse, ejerlav)
- Herslevmark (bebyggelse)
- Hundekrog (bebyggelse)
- Høng (bebyggelse)
- Høng By (bebyggelse, ejerlav)
- Kildebrønde (bebyggelse)
- Kulby (bebyggelse)
- Kulby By (bebyggelse, ejerlav)
- Præstemark (bebyggelse)
- Syvbæk Huse (bebyggelse)
- Tindingebanke (bebyggelse)
- Tjørnelunde (bebyggelse)
- Tjørnelunde By (bebyggelse, ejerlav)
- Toppene (bebyggelse)